# 29. konjeniški polk (Italija)
29. konjeniški polk Cavalleggeri di Udine (izvirno italijansko 29º Reggimento di Cavalleria di linea) je bil konjeniški polk Kraljeve italijanske kopenske vojske.